# Vino iz Novog Meksika
Novi Meksiko ima dugu istoriju proizvodnje vina, u okviru američkog vina, posebno duž reke Rio Grande, od glavnog grada Santa Fea, grada Albukerkija sa okolnim gradskim područjem, i u dolinama kao što su doline reke Mesila i reke Mimbres. Godine 1629, franjevački fratar Garsija de Zunjiga i kapučinski fratar po imenu Antonio de Arteaga zasadili su prvo vinsko grožđe u Santa Fe de Nuevo Meksiku, u onome što će postati moderna dolina srednjeg Rio Granda. Danas vinarije postoje u pomenutoj srednjoj dolini Rio Grande, kao i u dolini Mesila i dolini Mimbres.
Vinogradarstvo je počelo od svog uvođenja 1629. godine, u srednjem Rio Grandu i okolini, a do 1880. godine grožđe je uzgajano na preko 3.000 acres (12 km2), a vinarije su proizvodile preko 1.000.000 US gal (3.800.000 L) vina. Urednik biltena Sokoro je 1880. godine predvideo da „vidimo da se današnjici pažnji posvećuje kulturi grožđa, važnoj i rastućoj industriji koja će za nekoliko godina poprimiti razmere neobičajene prirode.“

## Literatura
- Heald, Eleanor & Ray (4. 3. 2008). „Bringing the people to the wine: How New Mexico connects wines, tourism and its unique cuisine”. Appellation America. Приступљено 2015-04-24.
- Peavler, Jim; Green, Ron Wayne (26. 10. 1995). „New Mexico Wine Country”. VIVA New Mexico!. Архивирано из оригинала 12. 3. 2015. г. Приступљено 2015-04-24.
- Birchell, Donna Blake (2013-03-19). New Mexico Wine: An Enchanting History. The History Press. ISBN 978-1614238904. Архивирано из оригинала 10. 12. 2023. г. Приступљено 10. 12. 2023.

## Spoljašnje veze
- New Mexico State University Viticulture
- New Mexico Wine and Vine Society
- New Mexico Wine Growers Association